# Các chỉ số đo lường hiệu quả quảng cáo
Chỉ số đánh giá thực hiện công việc - Key Performace Indicator - trong một chiến dịch quảng cáo số cho thấy hiệu quả của các hoạt động quảng cáo và tác động của các hoạt động này đến hoạt động của doanh nghiệp. Các chỉ số dùng để đánh giá các tác động thật sự của chiến lược tiếp thị so với mục tiêu ban đầu đề ra.

## Impression
Lượt hiển thị - Impression là chỉ số thống kê tổng lượt hiển thị của một mẫu quảng cáo trong một khoảng thời gian nhất định.. Nói cách khác, mỗi lần mà mẫu quảng cáo có cơ hội hiển thị trên thiết bị của người dùng đều được tính là 1 lượt hiển thị, người dùng không nhấn vào mẫu quảng cáo hay không thực hiện bất kỳ sự tương tác nào thì lượt hiển thị đó vẫn được ghi nhận.

## Click
Lượt nhấp chuột - Click là chỉ số thống kê tổng lượt nhấp chuột mà một mẫu quảng cáo nhận được trong một khoảng thời gian nhất định. Một lượt nhấp chuột được tính khi một người dùng nhấp vào mẫu quảng cáo, ngay cả khi người dùng chưa thực sự tiếp cận được landing page mà nhà quảng cáo thiết kế do một vài lý do như đường truyền hay trang lỗi 404.

## Frequency
Tần suất - Frequency là số lần người dùng nhìn thấy được quảng cáo trong khoảng thời gian nhất định. Các giới hạn tần suất (Frequency Capping) giữa các chiến dịch Hiển thị và chiến dịch Video có sự khác biệt.
- Giới hạn tần suất hiển thị trong những chiến dịch hiển thị là quản lý về số lượt hiển thị (Impressions) mà người dùng có thể xem trong vòng một ngày, tháng, năm hoặc thời gian nhất định. Giới hạn tần suất hiển thị có thể đặt theo chiến dịch, theo quảng cáo hay theo nhóm quảng cáo
- Giới hạn tần suất hiển thị trong chiến dịch video là quản lý về số lượt hiển thị (Impressions) hay lượt xem (Views) mà người dùng có thể xem trong vòng một ngày, tháng, năm hoặc thời gian nhất định. Giới hạn tần suất video chỉ có thể đặt theo cấp chiến dịch[3].

## Reach
Lượt tiếp cận - Reach là chỉ số thống kê tổng số người đã nhìn thấy và hành động với một mẫu quảng cáo.
Lượt tiếp cận ở mỗi phương tiện truyền thông thì khác nhau về cách tính toán. Về cơ bản, cách tính lượt tiếp cận là số lần hiển thị chia cho tần số.
{\displaystyle Reach=Impression/Frequency}
Hiện nay dựa vào công nghệ và công cụ có sẵn, việc tính toán lượt tiếp cận của các chiến dịch, đặc biệt là các chiến dịch trực tuyến dễ dàng hơn rất nhiều.

## Lead
Khách hàng tiềm năng - Lead là những khách hàng yêu thích, quan tâm đến sản phẩm hoặc dịch vụ của thương hiệu.
Các loại khách hàng tiềm năng:
- Information qualified lead (IQL): Nhóm khách hàng tiềm năng này là khởi đầu của một hành trình mua hàng. Nhóm khách hàng này sẽ cung cấp thông tin của họ (tên, tuổi, địa chỉ email,.. để đổi lấy thông tin hữu ích mà doanh nghiệp cung cấp. Nhóm khách hàng này còn được gọi là nhóm khách hàng tiềm năng lạnh lùng - cold lead.
- Marketing qualified lead (MQL): Nhóm khách hàng này là nhóm khách hàng IQM được nhận sự tiếp thị và có sự hứng thú với các thông tin của doanh nghiệp. Doanh nghiệp bắt đầu quan tâm đến nhóm khách hàng này bởi các chương trình như là dùng thử sản phẩm, tư vấn miễn phí, phiếu ưu đãi hoặc giảm giá. Nhóm khách hàng này có thể được gọi là khách hàng tiềm năng ấm - warm lead.
- Sales qualified lead (SQL): Nhóm khách hàng này là nhóm khách hàng sẵn sàng mua hàng. Doanh nghiệp quan tâm đến các nhu cầu của nhóm khách hàng để có thể xác định được cơ hội, hoặc nếu không phải là cơ hội thì cũng là một khách hàng tiềm năng cho doanh nghiệp. Nhóm khách hàng này còn được gọi là nhóm khách hàng tiềm năng nóng - hot lead[7]

## CTR
Tỷ lệ nhấp chuột - CTR thể hiện tần suất mà mẫu quảng cáo nhất định được người dùng nhấp vào trong tổng số lượt hiển thị.
CTR được tính bằng cách lấy tổng số lượt nhấp chuột (Click) chia cho tổng số lượt hiển thị (Impression). Ví dụ, nếu mẫu quảng cáo thu được 50 lượt nhấp chuột và 100 lượt hiển thị thì CTR của mẫu quảng cáo đó sẽ là 50% hay 0.5.
Chỉ số này thường được dùng để đánh giá độ thu hút của mẫu quảng cáo. CTR cao thể hiện rằng người dùng bị hấp dẫn bởi mẫu quảng cáo, cảm thấy nó hữu ích hoặc có liên quan đến họ hay mong muốn của họ. Lưu ý rằng CTR cũng là một chỉ số được cân nhắc để đánh giá xếp hạng quảng cáo của nhiều nền tảng quảng cáo như Google Ads, Facebook Ads,...; vì vậy, việc cải thiện CTR không chỉ có hiệu quả trong việc thu hút người dùng mà còn giúp mẫu quảng cáo của nhà quảng cáo được ưu tiên hơn.

## CPM
Cost per mille - CPM thể hiện số tiền mà nhà quảng cáo phải trả cho mỗi 1000 lần hiển thị của mẫu quảng cáo. CPM trung bình được tính bằng cách chia tổng số tiền chi cho mẫu quảng cáo cho tổng mỗi 1000 lượt hiển thị của mẫu quảng cáo đó trong một khoảng thời gian nhất định
Ví dụ, trong một chiến dịch, một mẫu quảng cáo được ghi nhận có 1.000.000 lượt hiển thị và tổng số tiền chi ra là 5.000.000 VNĐ thì CPM là 5000 VNĐ.

## eCPM
Effective Cost Per Mille - eCPM được sử dụng để đo lường mức độ hiệu quả tính theo CPM của một chiến dịch quảng cáo với cơ chế tính giá thầu là CPA, CPC hay Cost per time. eCPM được tính bằng cách chia tổng ngân sách chi cho một mẫu quảng cáo nhất định cho tổng mỗi 1000 lượt hiển thị của mẫu quảng cáo đó.
eCPM thường được nhà xuất bản sử dụng để biết được chính xác họ đã có thể nhận được bao nhiêu nếu họ bán các vị trí hiển thị quảng cáo theo cơ chế tính giá theo CPM, thông tin này hỗ trợ họ trong việc so sánh được doanh thu giữa nhiều kênh khác nhau mà họ sở hữu. Đồng thời, eCPM cũng giúp nhà xuất bản đánh giá được mẫu quảng cáo nào nên được ưu tiên trên trang của nhà xuất bản và eCPM còn giúp làm rõ tại sao CTR lại quan trọng. 
Ví dụ, nhà xuất bản có hai mẫu quảng cáo đang được hiển thị trên trang của mình và số tiền thu được từ mỗi mẫu quảng cáo đều là 8.000.000 VNĐ, cơ chế giá được tính theo CPC với mỗi CPC là 8000 VNĐ và có kết quả phân tích như sau:
| Chỉ số      | Quảng cáo A | Quảng cáo B |
| ----------- | ----------- | ----------- |
| Impression  | 1,000,000   | 500,000     |
| CTP         | 0.1%        | 0.2%        |
| Click       | 1,000       | 1,000       |
| Conversions | 55          | 55          |
| CVR         | 5.5%        | 5.5%        |
| eCPM        | 8,000       | 16,000      |

Dựa vào kết quả trên, nhà xuất bản có thể dễ dàng đánh giá được mẫu quảng cáo B nên được ưu tiên hiển thị hơn vì nhà xuất bản sẽ thu về được cùng một số tiền nhưng chỉ cần để mẫu quảng cáo B hiển thị 500.000 lần trên trang của mình trong khi nhà xuất bản cần để mẫu quảng cáo A hiển thị 1.000.000 lần và mẫu quảng cáo A sẽ làm nhà xuất bản mất đi cơ hội để các mẫu quảng cáo khác hiển thị trên trang của mình và từ đó mất đi doanh thu tiềm năng. Kết quả cho thấy cả eCPM và CTR của mẫu quảng cáo B đều cao hơn, điều này thể hiện rằng eCPM tỷ lệ thuận với CTR và hiệu quả quảng cáo.

## CPC
Cost per click - CPC là một trong những cơ chế tính giá của quảng cáo trực tuyến nói chung và quảng cáo lập trình nói riêng. Trong cơ chế giá CPC, nhà quảng cáo sẽ trả tiền cho mỗi lượt nhấp chuột của người dùng.
CPC trung bình được tính bằng cách chia tổng ngân sách chi cho một mẫu quảng cáo nhất định cho tổng số lượt nhấp - click vào mẫu quảng cáo đó.

## eCPC
Effective CPC - eCPC là chỉ số nhằm đo lường mức độ hiệu quả của quảng cáo với cơ chế tính giá CPM, CPA hay cost per time. eCPC có ý nghĩa là tổng số tiền mà nhà quảng cáo đáng lẽ ra phải trả để có lượt nhấp vào một mẫu quảng cáo trong một khoảng thời gian nhất định nếu mua với cơ chế giá CPC.
Không giống eCPM, eCPC tỷ lệ nghịch với CTR và hiệu quả quảng cáo; nói cách khác, eCPC càng thấp thì hiệu quả quảng cáo càng cao.

## Conversion
Chuyển đổi - Conversion được đo lường khi người dùng thực hiện bất kỳ một hành động cụ thể nào nhằm tương tác với website của nhà quảng cáo. Bất kể người dùng điền thông tin hay thực hiện hành động mua hàng đều có thể tính là một chuyển đổi tùy thuộc vào mục đích của chiến dịch mà nhà quảng cáo thực hiện.

## Conversion rate
Tỷ lệ chuyển đổi được định nghĩa là tỷ lệ phần trăm giữa tổng số lượt chuyển đổi được thực hiện trên website của nhà quảng cáo và tổng số người truy cập website của nhà quảng cáo. Tỷ lệ chuyển đổi càng cao có nghĩa là số người dùng sẵn sàng chuyển đổi thành khách hàng tiềm năng hay số khách hàng tiềm năng sẵn sàng hoàn tất đơn hàng càng cao.
{\displaystyle ConversionRate=(Conversion/Click)*100}

## Cost per conversion
Chi phí tính trên mỗi chuyển đổi là chi phí cho mỗi lần chuyển đổi thành công từ việc xem quảng cáo. Chi phí mỗi lần chuyển đổi cũng là tỷ lệ giữa chi phí mỗi lượt nhấp chia cho tỷ lệ chuyển đổi.
{\displaystyle CostPerConversion=CostPerClick/ConversionRate}

## ROAS
Lợi nhuận thu về dựa trên chi phí quảng cáo - Return on ad spend là giá trị chuyển đổi mà nhà quảng cáo nhận được khi chi một đô la cho quảng cáo.
Công thức tính ROAS cơ bản:
{\displaystyle {\ce {ROAS= Total Campaign Revenue/Total Campaign Cost}}}
Một vài cách tối ưu ROAS:
- Tăng chất lượng mẫu quảng cáo
- Chú ý đến những từ khóa không đem lại hiệu quả
- Tối ưu hóa hiển thị trên di động và tốc độ tải trang